# Seznam admiralov
To je krovni seznam seznamov admiralov po narodnostih.

## Seznam
| - seznam ameriških admiralov - seznam angleških admiralov - seznam avstralskih admiralov - seznam avstrijskih admiralov - seznam britanskih admiralov - seznam čilenskih admiralov - seznam črnogorskih admiralov - seznam danskih admiralov - seznam francoskih admiralov - seznam hrvaških admiralov | - seznam irskih admiralov - seznam italijanskih admiralov - seznam japonskih admiralov - seznam jugoslovanskih admiralov - seznam kanadskih admiralov - seznam nemških admiralov - seznam nizozemskih admiralov - seznam norveških admiralov - seznam poljskih admiralov | - seznam ruskih admiralov - seznam slovenskih admiralov - seznam sovjetskih admiralov - seznam srbskih admiralov - seznam španskih admiralov - seznam turških admiralov |